# Latte és a titokzatos varázskő
A Latte és a titokzatos varázskő (németül: Latte Igel und der magische Wasserstein) 2019-ben bemutatott német-belga számítógépes animációs kaland-vígjáték, amely Sebastian Lybeck azonos című könyve alapján készült. Rendezője Mimi Maynard, Regina Welker és Nina Wels, a főszerepben Ashley Bornancin, Carter Hastings, Danny Fehsenfeld és Leslie L. Miller. A film premierje a 2019-es Schlingel Nemzetközi Filmfesztiválon volt, és 2019. december 25-én került bemutatásra a német mozikba. Magyarországon 2019. december 19-én mutatta be a Vertigo Média Kft. 
2020. július 31-én debütált a Netflixen.

## Rövid történet
Egy fiatal sündisznó meg akarja menteni az erdő lakóit a szörnyű szárazságtól azáltal, hogy visszaszerez egy varázslatos vízkövet a medvekirálytól.

## Cselekmény
Latte egy sün hercegnő. Szeret olyan történeteket kitalálni, amelyekben ő a rettenthetetlen hősnő. 
Az erdő mélyén megbúvó tisztás körül sokféle állat él harmóniában. Egy nap a békés együttélés hirtelen veszélybe kerül, mert az erdő állatait vízzel ellátó patak teljesen elapad. Miután a legutóbbi esőzés is elmaradt, a közösség vízkészlete lassan kifogyóban van. Amikor az utolsó cseppek is eltűnnek, az állatok megijednek. Hogyan tudnának élni víz nélkül? 
Korp, a holló egy régi legendát mesél el egy találkozón, miszerint a víz azért nem folyik tovább, mert a varázslatos vízkövet a hegytetőről ellopta a medvekirály, Bantur és az északi erdőben, a barlangjában magának tartogatja. A víz újra áramlana, ha a követ visszahelyeznék a származási helyére. Akkor a patak újra elkezdene folyni. De a legtöbb állat nem hallgat a hollóra, régi mesének tartják, és amellett senki sem merne ujjat húzni ilyen nagy és erős tolvajjal.  
Csak a sünlány, Latte gondolja azt, hogy a történet valóságos, és bátran bejelenti, hogy visszaszerzi a mágikus sarokkövet Bantur medvekirálytól, aki ellopta azt. Az állatok azonban kinevetik.
Latte, a sün és (titokban) Tjum, a mókus útnak indulnak (a mókust nem engedték el a szülei, Latte azonban árva, neki nincsenek szülei, akik visszatartották volna), hogy visszaszerezzék a mágikus követ. 
Útközben sok állattal találkoznak, akik közül némelyik ellenséges, de egymást segítve megmenekülnek a veszélyektől. 
A medvék barlangjában eleinte fogságba esnek, de Amaroo, a medvekirály fia segítségével sikerül megszökniük, és visszaviszik a vízkövet a származási helyére, a Fehér Hegy tetejére.
Ezzel megindul a víz lefelé, a távoli erdő lakói számára.

## Szinkronhangok
- Ashley Bornancin – Latte, bátor és jószívű fiatal sün
- Carter Hastings – Tjum, félénk és ügyetlen vörös mókus
- Danny Fehsenfeld – Bantur király, agresszív és erőszakos kodiak-medve
- Leslie L. Miller – Greta, túlsúlyos mérges béka, aki egy gombabarlangban él
- Gunnar Sizemore – Amaroo, kodiak medvebocs
- Eric Saleh – Aken, idős házinyúl
- Daniel Amerman – Lupo, sarki róka
- Julian Grant – Johnson, holló
- Byron Marc Newsome – medve őr
- Linus Drews – fiatal vaddisznó
- Carla Renata – a vaddisznó anyja

## Gyártás
A film az 1971-ben megjelent Latte Igel und der Wasserstein című német nyelvű könyv alapján készült. Nina Wels - a film rendezője - gyerekkorában olvasta és élvezte a könyvet, és azt kívánta, hogy egy nap filmet készíthessen a meséből. A Dreamin' Dolphin Film GmbH stúdió 2015-ben készített egy rövidfilmet, amely a főszereplőket idézi.

## Háttér-információk
1950-ben a finn származású Sebastian Lybeck egy svéd nyelvű újság számára találta ki a Latte, a sün történetét. A tüskés állat 1956-ban ünnepelte könyvbemutatóját. Két évvel később a könyv németül is megjelent „Latte Igel und der Wasserstein” címmel. Latte filmvásznon való debütálásához a címadó kő a „varázslatos” jelzőt kapta - talán azért, hogy hangsúlyozzák a történet meseszerűségét, talán mert a marketingosztály így akarta. Ettől eltekintve a több mint 60 éves eredetin alapuló történet csodálatosan időtálló. Ugyanakkor olyan témája van, amely a globális felmelegedés miatt aligha lehetne aktuálisabb. Az okos forgatókönyv a vízhiányon kívül számos más kérdést is kötetlen formában tárgyal.

## Fordítás
- Ez a szócikk részben vagy egészben  a   Latte and the Magic Waterstone című angol Wikipédia-szócikk fordításán alapul.  Az eredeti cikk szerkesztőit annak laptörténete sorolja fel. Ez a jelzés csupán a megfogalmazás eredetét és a szerzői jogokat jelzi, nem szolgál a cikkben szereplő információk forrásmegjelöléseként.
- Ez a szócikk részben vagy egészben  a   Latte Igel und der magische Wasserstein című német Wikipédia-szócikk fordításán alapul.  Az eredeti cikk szerkesztőit annak laptörténete sorolja fel. Ez a jelzés csupán a megfogalmazás eredetét és a szerzői jogokat jelzi, nem szolgál a cikkben szereplő információk forrásmegjelöléseként.